# Martin Johnson Heade
Pour les articles homonymes, voir Johnson et Martin Johnson (homonymie).

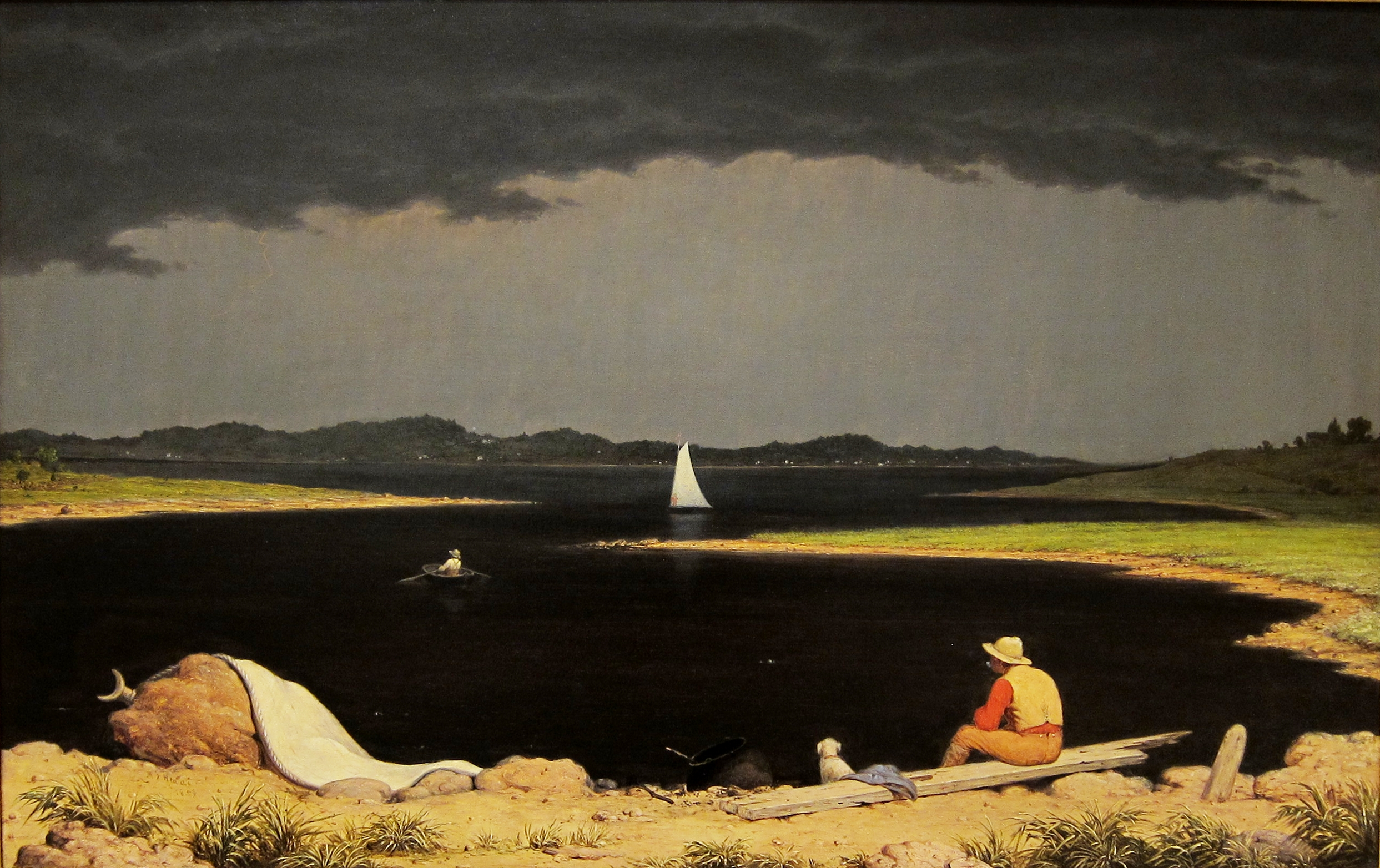
Approaching Thunder Storm (L'Approche de l'orage), 1859.

Martin Johnson Heade, né le 11 août 1819 à Lumberville (en), Pennsylvanie, et mort le 4 septembre 1904 à Saint Augustine, Floride, est un peintre américain célèbre pour ses paysages, ses oiseaux tropicaux et ses natures mortes.

## Biographie
Martin Johnson Heade naît le 11 août 1819 à Lumberville.
Fils d'un magasinier, il étudie auprès de Edward Hicks. Ses premiers tableaux sont principalement des portraits exécutés pendant les années 1840. Pendant cette période, il séjourne fréquemment en Europe.
Vers 1837, il parcourt le littoral américain en quête de sources d'inspiration pour ses premiers paysages qu'il expose à Philadelphie en 1841, puis à New York en 1843. Il se lie d'amitié avec des artistes de la Hudson River School, notamment Albert Bierstadt, Sanford Robinson Gifford, Frederic Edwin Church, qui ont tout comme lui un intérêt pour le paysage dans l'art.
À partir des années 1860, il se découvre une passion pour les pays d'Amérique centrale et d'Amérique du Sud. Il s'y rend à de nombreuses reprises et peint des paysages, des oiseaux et des fleurs exotiques.
En 1883, il se marie et déménage en Floride. Il devient alors plus sédentaire et peint surtout des natures mortes, fréquemment avec des fleurs sur velours, surtout des magnolias et des orchidées.

## Œuvres
- Approaching Thunder Storm (L'approche de l'orage) (1859), huile sur toile, 71,1 × 111,8 cm, Metropolitan Museum of Art, New York
- La Baie de Rio de Janeiro (1864), huile sur toile, 45,5 x 91,1 cm, National Gallery of Art, Washington
- L'Orchidée de Cattleya et trois colibris brésiliens (1871), huile sur toile, 34,8 x 45,6 cm, National Gallery of Art, Washington
- Magnolias géants sur un tissu de velours bleu (vers 1890), huile sur toile, 38,4 x 61,5 cm, National Gallery of Art, Washington

## Galerie

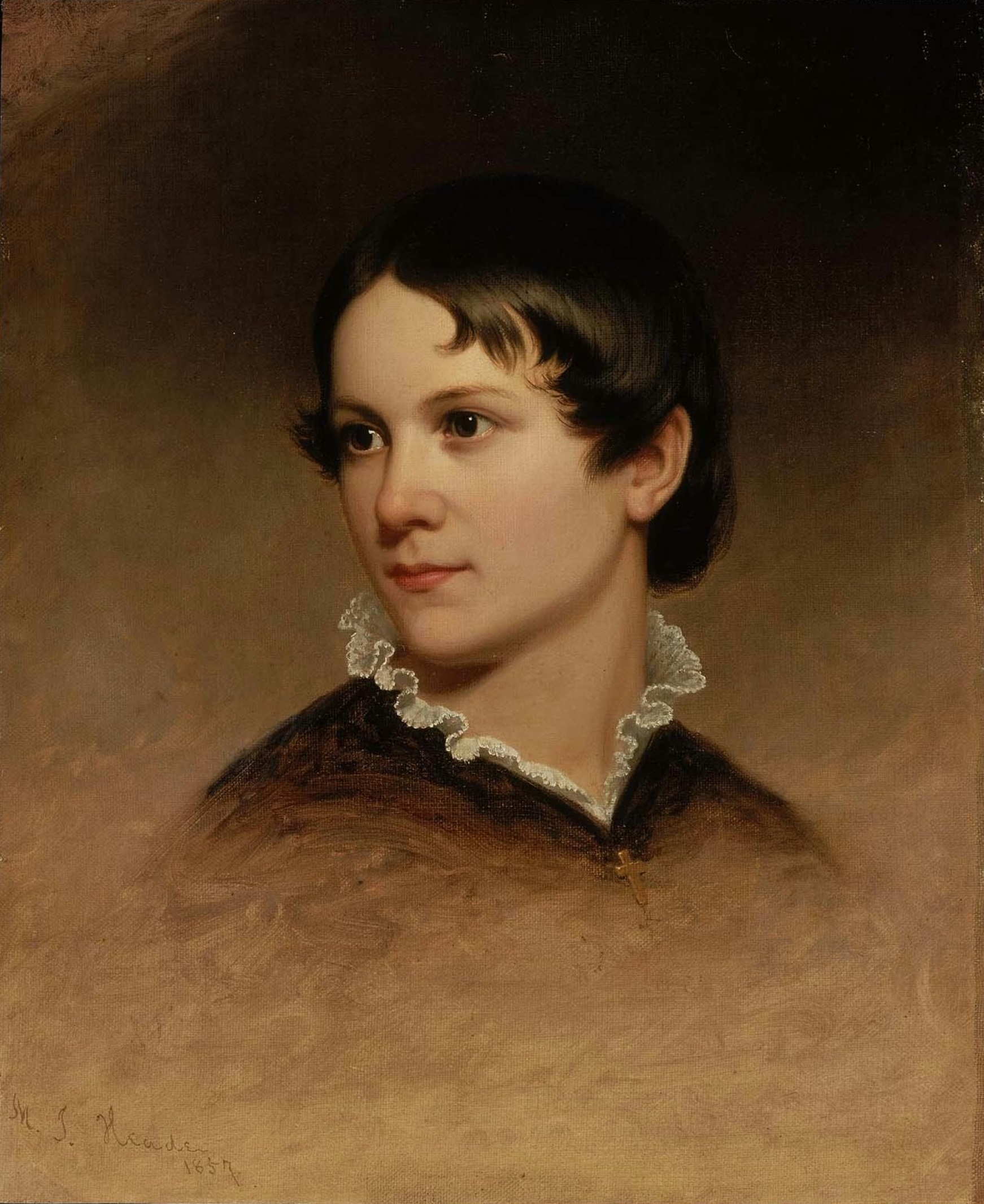
Portrait de Mary Rebecca Clark (1857), Musée des beaux-arts, Boston
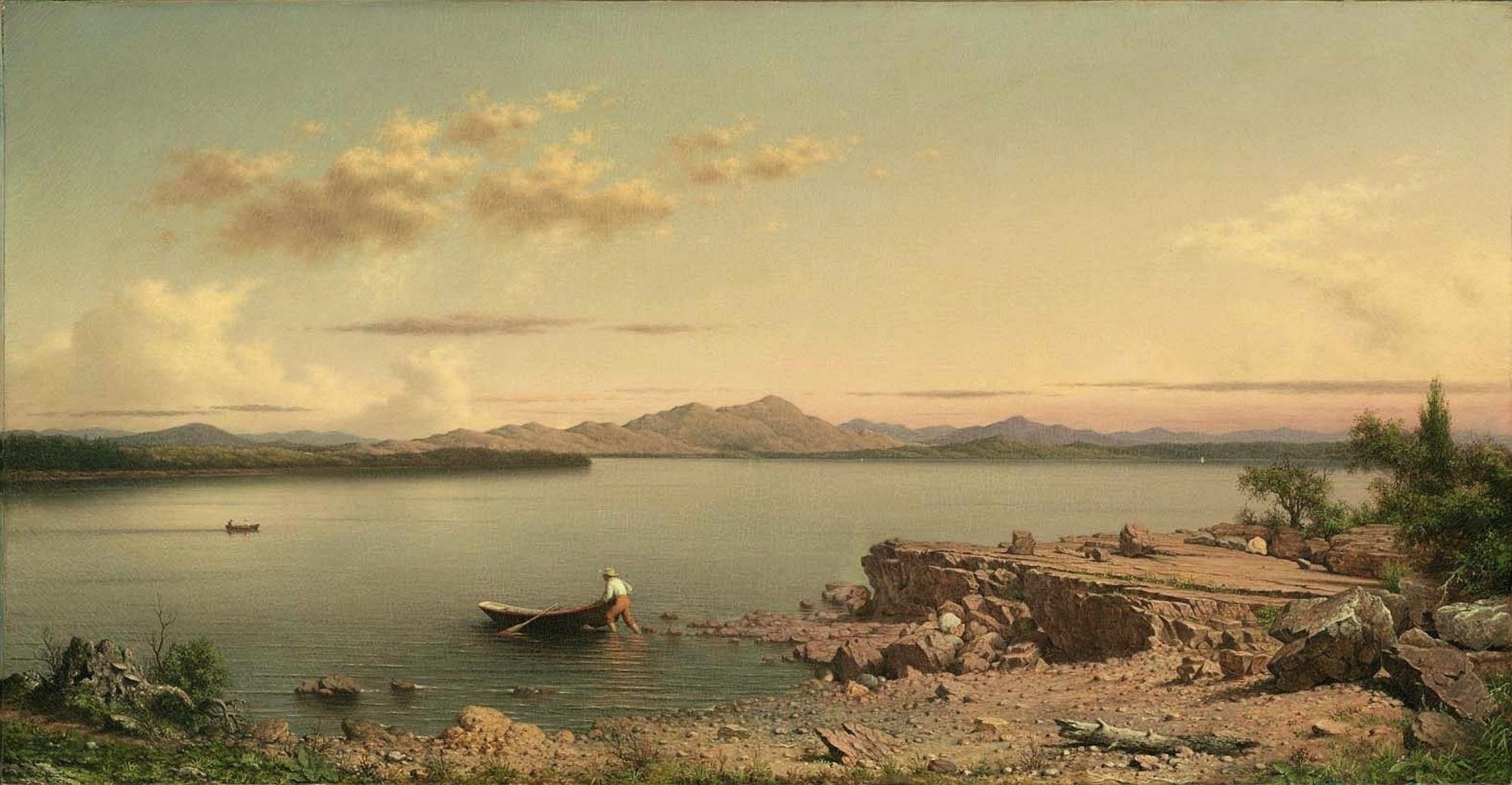
Le Lac George (1862), Musée des beaux-arts, Boston
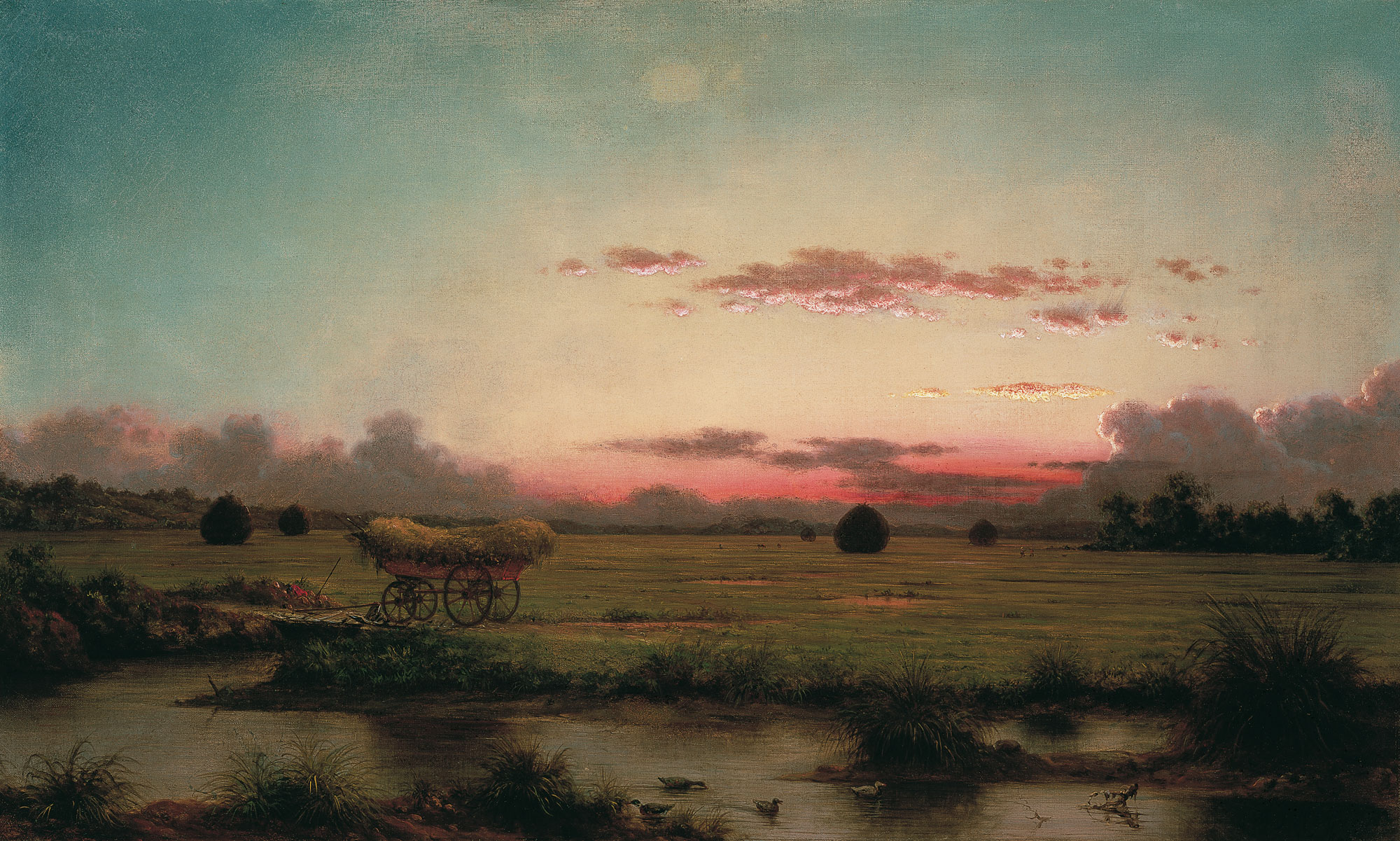
Les Marais du Rhode Island (1866), Musée Thyssen-Bornemisza, Madrid
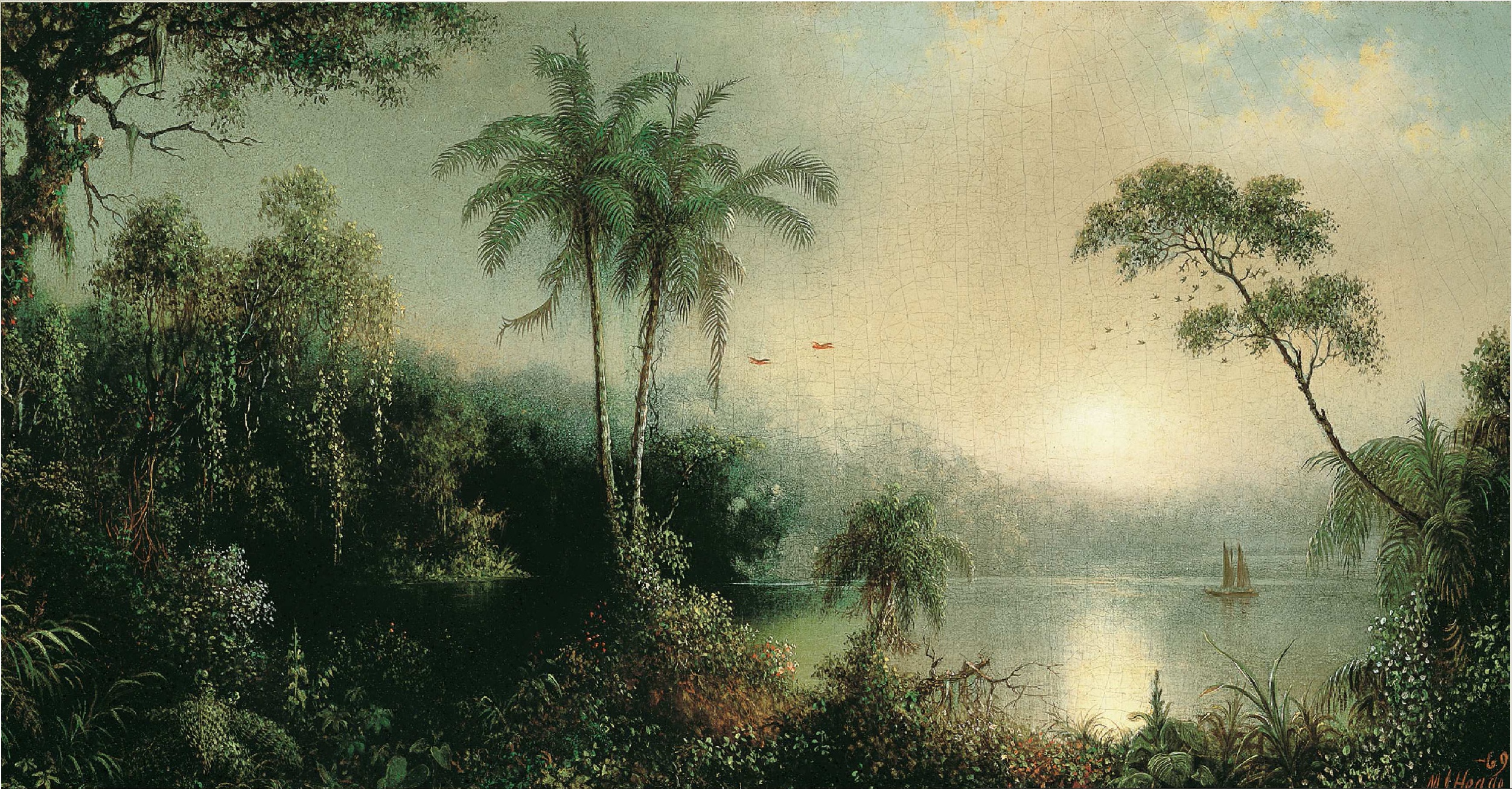
Aurore au Nicaragua (1869), Musée Thyssen-Bornemisza, Madrid
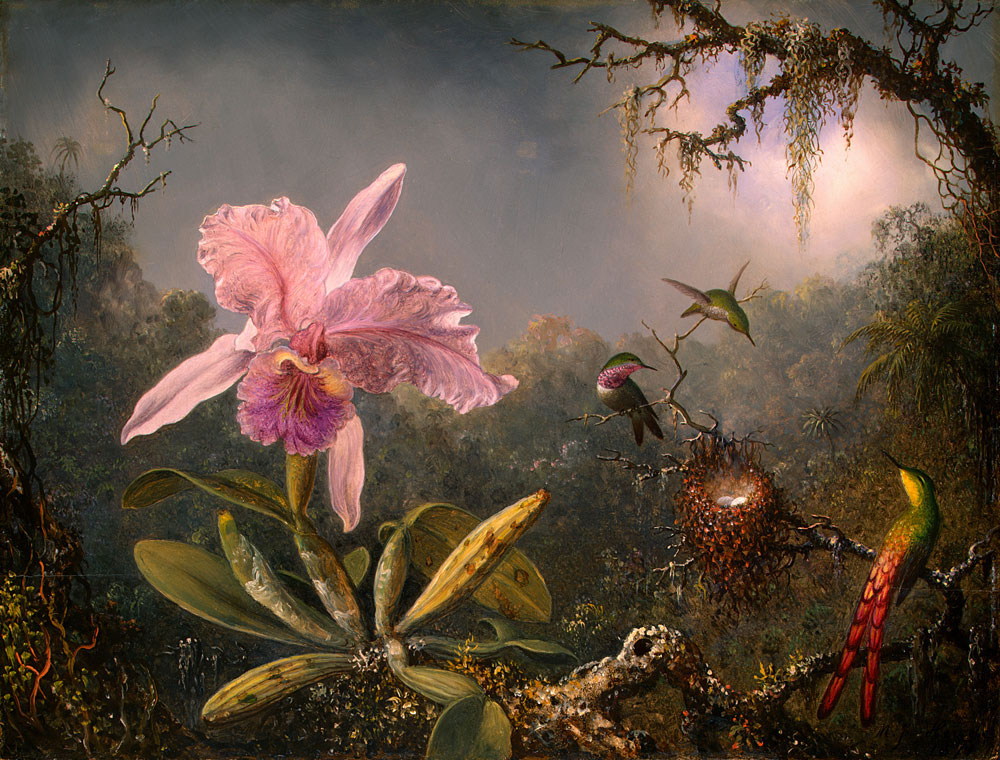
Orchidée cattleya et trois colibris brésiliens (1871), National Gallery of Art, Washington
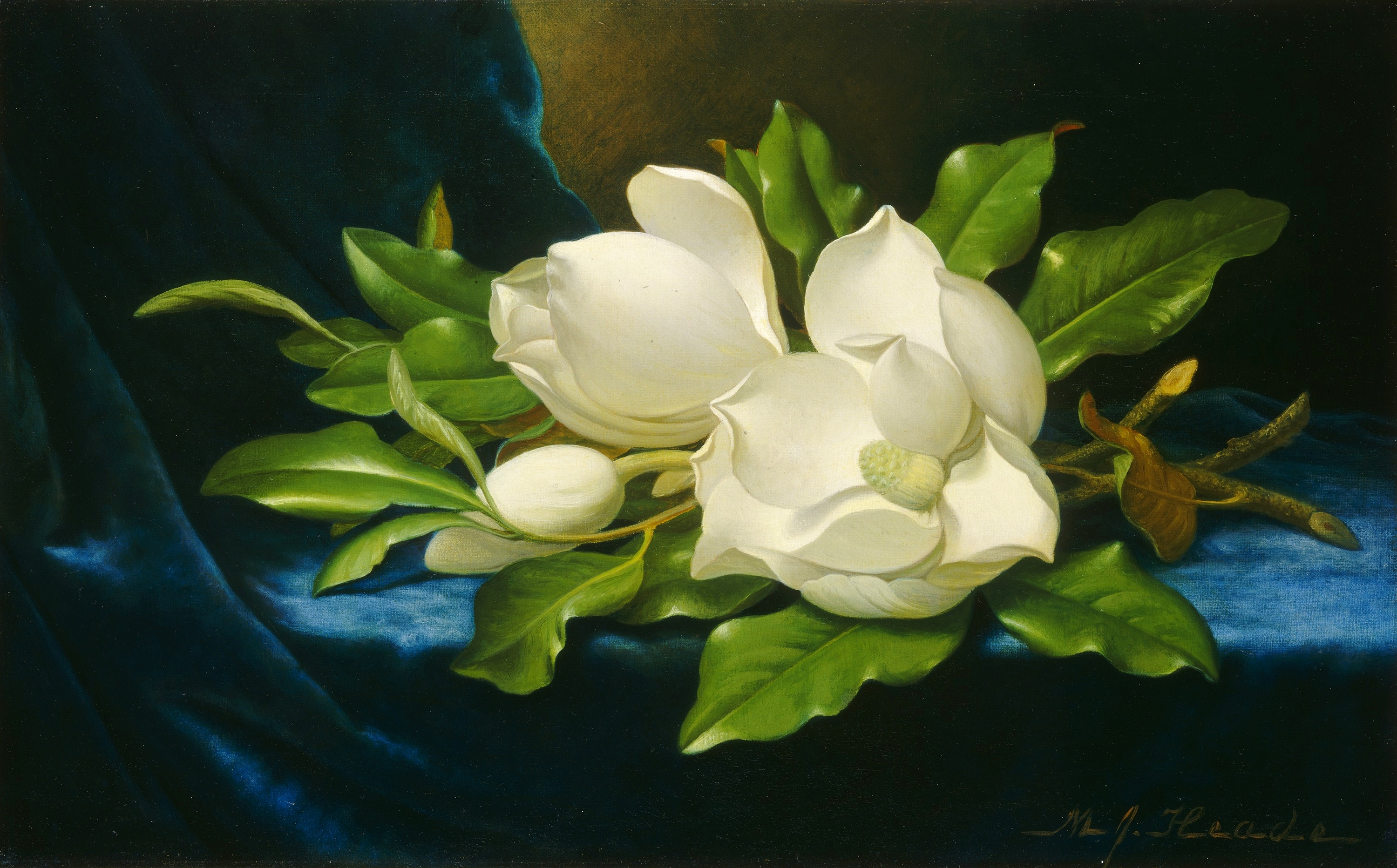
Magnolias géants sur un tissu de velours bleu (v.1890), National Gallery of Art, Washington